# 4e cérémonie des Critics' Choice Television Awards
La 4e cérémonie des Critics' Choice Television Awards (ou BTJA Awards), décernés par la Broadcast Television Journalists Association, a eu lieu le 19 juin 2014, et a récompensé les programmes télévisés diffusés au cours de la saison 2013-2014. La cérémonie a été présentée par l'humoriste Cedric the Entertainer et diffusée en direct du The Beverly Hilton sur The CW,.
Les nominations ont été annoncées le 28 mai 2014.

## Palmarès
Note : le symbole « ♕ » rappelle le gagnant de l'année précédente (si nomination).

### Séries dramatiques

#### Meilleure série dramatique
- Breaking Bad ♕
  - The Americans
  - Game of Thrones
  - The Good Wife
  - Masters of Sex
  - True Detective

#### Meilleur acteur dans une série dramatique
- Matthew McConaughey pour le rôle de Rust Cohle dans True Detective
  - Bryan Cranston pour le rôle de Walter White dans Breaking Bad ♕
  - Hugh Dancy pour le rôle de Will Graham dans Hannibal
  - Freddie Highmore pour le rôle de Norman Bates dans Bates Motel
  - Matthew Rhys pour le rôle de Philip Jennings dans The Americans
  - Michael Sheen pour le rôle du Dr William H. Masters dans Masters of Sex

#### Meilleure actrice dans une série dramatique
- Tatiana Maslany pour le rôle des clones dans Orphan Black ♕
  - Lizzy Caplan pour le rôle de Dr Virginia E. Johnson dans Masters of Sex
  - Vera Farmiga pour le rôle de Norma Bates dans Bates Motel
  - Julianna Margulies pour le rôle d'Alicia Florrick dans The Good Wife
  - Keri Russell pour le rôle d'Elizabeth Jennings dans The Americans
  - Robin Wright pour le rôle de Claire Underwood dans House of Cards

#### Meilleur acteur dans un second rôle dans une série dramatique
- Aaron Paul pour le rôle de Jesse Pinkman dans Breaking Bad
  - Josh Charles pour le rôle de Will Gardner dans The Good Wife
  - Walton Goggins pour le rôle de Boyd Crowder dans Justified
  - Peter Sarsgaard pour le rôle de Ray Seward dans The Killing
  - Jon Voight pour le rôle de Mickey Donovan dans Ray Donovan
  - Jeffrey Wright pour le rôle du Dr Valentin Narcisse – Boardwalk Empire

#### Meilleure actrice dans un second rôle dans une série dramatique
- Bellamy Young pour le rôle de Melody "Mellie" Grant dans Scandal
  - Christine Baranski pour le rôle de Diane Lockhart dans The Good Wife
  - Anna Gunn pour le rôle de Skyler White dans Breaking Bad
  - Annet Mahendru pour le rôle de Nina Sergeevna dans The Americans
  - Melissa McBride pour le rôle de Carol Peletier dans The Walking Dead
  - Maggie Siff pour le rôle du Dr Tara Knowles-Teller dans Sons of Anarchy

#### Meilleur invité dans une série dramatique
- Allison Janney pour le rôle de Margaret Scully dans Masters of Sex
  - Beau Bridges pour le rôle du Provost Barton Scully dans Masters of Sex
  - Walton Goggins pour le rôle de Venus Van Dam dans Sons of Anarchy
  - Joe Morton pour le rôle de Rowan "Eli" Pope dans Scandal
  - Carrie Preston pour le rôle d'Elsbeth Tascioni dans The Good Wife
  - Diana Rigg pour le rôle de Lady Olenna Tyrell dans Game of Thrones

### Séries comiques

#### Meilleure série comique
- Orange Is the New Black
  - The Big Bang Theory ♕
  - Broad City
  - Louie
  - Silicon Valley
  - Veep

#### Meilleur acteur dans une série comique
- Jim Parsons pour le rôle du Dr Sheldon Cooper dans The Big Bang Theory
  - Louis C.K. pour le rôle de Louie dans Louie ♕
  - Chris Messina pour le rôle du Dr Danny Castellano dans The Mindy Project
  - Thomas Middleditch pour le rôle de Richard Hendriks dans Silicon Valley
  - Adam Scott pour le rôle de Ben Wyatt dans Parks and Recreation
  - Robin Williams pour le rôle de Simon Roberts dans The Crazy Ones

#### Meilleure actrice dans une série comique
- Julia Louis-Dreyfus pour le rôle de Selina Meyer dans Veep ♕
  - Ilana Glazer pour le rôle d'Ilana Wexler dans Broad City
  - Wendi McLendon-Covey pour le rôle de Beverly Goldberg dans The Goldbergs
  - Amy Poehler pour le rôle de Leslie Knope dans Parks and Recreation
  - Emmy Rossum pour le rôle de Fiona Gallagher dans Shameless
  - Amy Schumer pour son propre rôle dans Inside Amy Schumer

#### Meilleur acteur dans un second rôle dans une série comique
- Andre Braugher pour le rôle du Capt. Ray Holt dans Brooklyn Nine-Nine
  - Keith David pour le rôle du Command Sergeant Major Donald Cody dans Enlisted
  - Tony Hale pour le rôle de Gary Walsh dans Veep
  - Albert Tsai pour le rôle de Bert Harrison dans Trophy Wife
  - Christopher Evan Welch pour le rôle de Peter Gregory dans Silicon Valley
  - Jeremy Allen White pour le rôle de Phillip "Lip" Gallagher dans Shameless

#### Meilleure actrice dans un second rôle dans une série comique
(ex æquo)
- Allison Janney pour le rôle de Bonnie Plunkett dans Mom
- Kate Mulgrew pour le rôle de Galina "Red" Reznikov dans Orange Is the New Black
  - Mayim Bialik pour le rôle du Dr Amy Farrah Fowler dans The Big Bang Theory
  - Laverne Cox pour le rôle de Sophia Burset dans Orange Is the New Black
  - Kaley Cuoco pour le rôle de Penny dans The Big Bang Theory ♕
  - Merritt Wever pour le rôle de Zoey Barkow dans Nurse Jackie

#### Meilleur invité dans une série comique
- Uzo Aduba pour le rôle de Suzanne "Crazy Eyes" Warren dans Orange Is the New Black
  - Sarah Baker pour le rôle de Vanessa dans Louie
  - James Earl Jones pour son propre rôle dans The Big Bang Theory
  - Mimi Kennedy pour le rôle de Marjorie Armstrong dans Mom
  - Andrew Rannells pour le rôle d'Elijah Krantz dans Girls
  - Lauren Weedman pour le rôle de Doris dans Looking

### Mini-séries et téléfilms

#### Meilleure mini-série
- Fargo
  - American Horror Story: Coven
  - Bonnie and Clyde: Dead and Alive
  - Dancing on the Edge
  - The Hollow Crown
  - Luther

#### Meilleur téléfilm
- The Normal Heart
  - An Adventure in Space and Time
  - Burton and Taylor
  - Killing Kennedy
  - Sherlock: His Last Vow
  - The Trip to Bountiful

#### Meilleur acteur dans une mini-série ou un téléfilm
- Billy Bob Thornton pour le rôle de Lorne Malvo dans Fargo
  - David Bradley pour le rôle de William Hartnell dans An Adventure in Space and Time
  - Benedict Cumberbatch pour le rôle de Sherlock Holmes dans Sherlock: His Last Vow
  - Chiwetel Ejiofor pour le rôle de Louis Lester dans Dancing on the Edge
  - Martin Freeman pour le rôle de Lester Nygaard dans Fargo
  - Mark Ruffalo pour le rôle de Ned Weeks dans The Normal Heart

#### Meilleure actrice dans une mini-série ou un téléfilm
- Jessica Lange pour le rôle de Fiona Goode dans American Horror Story: Coven
  - Helena Bonham Carter pour le rôle de Elizabeth Taylor dans Burton and Taylor
  - Minnie Driver pour le rôle de Maggie Royal dans Return to Zero
  - Whoopi Goldberg pour le rôle de Viola dans A Day Late and a Dollar Short
  - Holliday Grainger pour le rôle de Bonnie Parker dans Bonnie and Clyde: Dead and Alive
  - Cicely Tyson pour le rôle de Mrs. Carrie Watts dans The Trip to Bountiful

#### Meilleur acteur dans un second rôle dans une mini-série ou un téléfilm
- Matt Bomer pour le rôle de Felix Turner dans The Normal Heart
  - Warren Brown pour le rôle de Justin Ripley dans Luther
  - Martin Freeman pour le rôle de John Watson dans Sherlock: His Last Vow
  - Colin Hanks pour le rôle de Gus Grimly dans Fargo
  - Joe Mantello pour le rôle de Mickey Marcus dans The Normal Heart
  - Blair Underwood pour le rôle de Ludie Watts dans The Trip to Bountiful

#### Meilleure actrice dans un second rôle dans une mini-série ou un téléfilm
- Allison Tolman pour le rôle de Molly Solverson dans Fargo
  - Amanda Abbington pour le rôle de Mary Watson dans Sherlock: His Last Vow
  - Kathy Bates pour le rôle de Delphine LaLaurie dans American Horror Story: Coven
  - Ellen Burstyn pour le rôle d'Olivia Foxworth dans Flowers in the Attic
  - Jessica Raine pour le rôle de Verity Lambert dans An Adventure in Space and Time
  - Julia Roberts pour le rôle du Dr Emma Brookner dans The Normal Heart

### Autres

#### Nouvelles séries les plus attendues
(ex æquo)
- Extant
- Gotham
- Halt and Catch Fire
- The Leftovers
- Outlander
- Penny Dreadful
- The Strain

#### Meilleure série d'animation
- Archer ♕
  - Adventure Time ♕
  - Bob's Burgers
  - Family Guy
  - Phinéas et Ferb (Phineas and Ferb)
  - Les Simpson (The Simpsons)

#### Meilleur talk-show
- The Tonight Show Starring Jimmy Fallon
  - Conan
  - The Colbert Report
  - The Daily Show ♕
  - The Ellen DeGeneres Show
  - Jimmy Kimmel Live!

#### Meilleure émission de téléréalité
- Cosmos: A Spacetime Odyssey
  - Deadliest Catch
  - Duck Dynasty ♕
  - MythBusters
  - Top Gear
  - Undercover Boss

#### Meilleure émission de téléréalité avec compétition
- Shark Tank
  - The Amazing Race
  - Project Runway
  - Survivor
  - Top Chef
  - The Voice ♕

#### Meilleur présentateur de téléréalité
- Neil deGrasse Tyson – Cosmos: A Spacetime Odyssey
  - Tom Bergeron – Dancing with the Stars ♕
  - Carson Daly – The Voice
  - Cat Deeley – So You Think You Can Dance
  - Gordon Ramsay – MasterChef
  - RuPaul – RuPaul's Drag Race

### Louis XIII Genius Award
- Ryan Murphy

## Statistiques

### Récompenses multiples
3 : Fargo, Orange Is the New Black
2 : Breaking Bad, Cosmos: A Spacetime Odyssey, The Normal Heart
Personnalités
2 : Allison Janney

### Nominations multiples
5 : The Big Bang Theory, Fargo, The Good Wife, Masters of Sex, The Normal Heart
4 : The Americans, Breaking Bad, Orange Is the New Black, Sherlock
3 : American Horror Story: Coven, An Adventure in Space and Time, Louie, Silicon Valley, The Trip to Bountiful, Veep
2 : Bates Motel, Bonnie and Clyde: Dead and Alive, Broad City, Burton and Taylor, Cosmos: A Spacetime Odyssey, Dancing on the Edge, Game of Thrones, Luther, Mom, Parks and Recreation, Shameless, Scandal, Sons of Anarchy, True Detective, The Voice